# Dolores (Quezon)
Pour les articles homonymes, voir Dolores.
Dolores est une municipalité de la province de Quezon, aux Philippines.